# Rayones
Rayones è un comune del Messico, situato nello stato di Nuevo León.